# Chiomara
Chiomara war eine in der ersten Hälfte des 2. Jahrhunderts v. Chr. lebende galatische Prinzessin und Gattin des Ortiagon, eines Führers des Volksstammes der Tolistobogier.
In den antiken Quellen – vor allem Titus Livius und Plutarch – wird Chiomara als Beispiel einer ebenso schönen wie sittlich tugendhaften Frau beschrieben. Sie geriet 189 v. Chr. im Zuge des erfolgreichen, aber brutalen Raubzuges des Konsuls Gnaeus Manlius Vulso durch Kleinasien in römische Kriegsgefangenschaft. Als die Römer in Ankyra (heute Ankara) Quartier bezogen hatten, machte ein mit Chiomaras Bewachung betrauter Centurio der Gefangenen zuerst unschickliche Anträge und nützte nach ihrer Ablehnung ihre hilflose Stellung aus, um sie zu vergewaltigen. Anschließend wollte er sie gegen die Zahlung von Lösegeld zu ihrem Stamm zurückkehren lassen. Chiomara erklärte sich einverstanden, und einer ihrer ebenfalls gefangenen Sklaven durfte das römische Lager verlassen, um das Angebot des Centurio zu überbringen. Es wurde ein Treffpunkt der heimlichen Übergabe ausgemacht, zu der nur zwei Stammesgenossen der Prinzessin kommen sollten. Als der Centurio mit seiner Gefangenen an der vereinbarten Stelle erschien und das ihm übergebene Gold zählte, bedeutete Chiomara ihren Landsleuten, die das Gold mitgebracht hatten, entweder durch Kopfnicken – so Plutarch – oder durch einen in ihrer Muttersprache übermittelten Befehl – so Livius –, den römischen Soldaten zu enthaupten. Den Kopf des Getöteten überbrachte sie ihrem Gatten Ortiagon, der nach der Niederlage der Tolistobogier am Berg Olympos gegen die Römer entkommen hatte können. Sie erzählte ihm das Vorgefallene und sagte, schöner noch als Treue sei die Sicherheit, dass nur einer von denjenigen Männer lebe, die mit ihr verkehrt hätten. Laut Livius sei sie bis zu ihrem Tod sittlich rein geblieben.
Sowohl Livius als auch Plutarch stützen sich bei ihrer Darstellung des Schicksals der Chiomara auf den griechischen Historiker Polybios, der sich mit der galatischen Prinzessin einige Zeit nach ihrer Tat in Sardes unterhalten haben und von ihrem Scharfsinn und ihrer Gewandtheit beeindruckt gewesen sein soll.